# Sturmmann
Sturmmann (hrvatski: jurišni vojnik) naziv je za čin Sturmabteilunga i Schutzstaffela i drugih manjih nacionalsocijalističkih vojnih organizacija. Stvoren je 1921.
Riječ je nastala za vrijeme Prvoga svjetskog rata, kada je Sturmmann označavao vojnika u njemačkim udaračkim satnijama "Udarne trupe".  

## Stvaranje
Nakon njemačkog poraza 1918., Sturmmann je postao paravojni čin Freikorpsa, organizaciji njemačkih vojnih veterana Prvoga svjetskog rata, koji su se protivili Weimarskoj Republici i Versajskom sporazumu.
Godine 1921. Sturmmann je postao paravojni naslov privatne vojske Nacionalsocijalističke stranke, Sturmabteilunga (SA, hrvatski: Jurišni odred). Sturmmann je, kasnije, postao osnovni čin svake nacističke organizacije, ali je najviše povezan s činovima SA-a i činovima SS-a.
Čin Sturmmann nosili su oni pripadnici SA-a i SS-a koji su služili organizaciji pola godine i pokazali osnovne mogućnosti i sposobnosti.

## Uporaba
Sturmmann je bio viši čin od Manna, osim u SS-u, gdje je bio viši od čina Obermanna koji je stvoren 1942. U organizacijama gdje se nije rabio čin Mann (kao Nacionalsocijalistički motociklistički odred), čin Sturmmanna odgovarao je činu vojnika i nije nosio nikakve oznake na kolarnoj oznaci čina.
U Waffen SS-u, Sturmmann je bio viši čin od Oberschützea. Čin Sturmmanna bio je niži u SS-u i SA-u od čina Rottenführera. Obilježje Sturmmanna sastojalo se od crnoga praznog polja s jednom srebrnom linijom. Boja siva uniforma Sturmmanna imala je oznaku čina Gefreitera.

## Posljeratno nasljeđe
Pred kraj Drugog svjetskog rata, Sturmmann je prestao postojati u nacističkim organizacijama, no riječ se sačuvala do današnjih dana. Danas, izraz Sturmmann odgovara članu neonacističke paravojne organizacije. U rijetkim slučajevima je i njemačka posljeratna vojska rabila riječ Sturmmann.